# کهوان
کهوان روستایی از توابع بخش مرکزی شهرستان آبیک در استان قزوین ایران است.

## جمعیت
این روستا در دهستان کوهپایه شرقی قرار دارد و براساس سرشماری مرکز آمار ایران در سال ۱۳۸۵، جمعیت آن ۷۶ نفر (۳۴خانوار) بوده است.

## زبان
زبان مردم کهوان تاتی است.